# Frederik August van Württemberg-Neuenstadt
Frederik August van Württemberg-Neuenstadt (Neuenstadt, 17 maart 1654 - Gochsheim, 6 augustus 1716) was van 1682 tot aan zijn dood hertog van Württemberg-Neuenstadt. Hij behoorde tot het huis Württemberg.

## Levensloop
Frederik August was de oudste zoon van hertog Frederik van Württemberg-Neuenstadt uit diens huwelijk met Clara Augusta, dochter van hertog August van Brunswijk-Wolfenbüttel.
Toen het Heilige Roomse Rijk in 1674 betrokken raakte in de Hollandse Oorlog, trad Frederik August als ritmeester toe tot een regiment in het Brunswijk-Lüneburgse leger. Hij nam deel aan meerdere gevechten. Tijdens de Slag bij de Brug van Konz werd driemaal het paard onder hem gedood. Uiteindelijk riep zijn vader hem terug naar huis, om hem als zijn erfopvolger niet aan nog meer gevaar bloot te stellen.
Op 9 februari 1679 huwde Frederik August met Albertine Sophie Esther (1661-1728), dochter van graaf Casimir van Eberstein en het laatst overgebleven lid van hun dynastie. Hij kwam hierdoor in bezit van het heuvelland van Kraichgau, Gochsheim en Waldangelloch en enige landerijen aan de grens met Lotharingen. Het echtpaar liet het Slot van Gochsheim renoveren en trok er in 1682 in.
Na het overlijden van zijn vader hetzelfde jaar nam hij de regeringszaken van Württemberg-Neuenstadt over. Toen Franse troepen in 1689 tijdens de Negenjarige Oorlog de Rijn overstaken, trok Frederik August zich terug in het veraf gelegen Neuenstadt. Tijdens zijn afwezigheid werden de stad en het slot van Gochsheim bijna volledig platgebrand. Pas na de Vrede van Rijswijk in 1697 kon hij aan de heropbouw van Gochsheim beginnen. In dezelfde periode ving hij 220 Waldenzen en Hugenoten op in zijn landerijen, die in de nieuw aanlegde nederzetting Augustistadt moesten wonen, ten noorden van Gochsheim. Wegens talrijke moeilijkheden was het project weinig succesvol en verhuisden de meeste kolonisten na korte tijd alweer. Desondanks kon hij in 1700 terug het Slot van Gochsheim betrekken. In 1701 liet hij ook de crypte van zijn familie in de Nicolaaskerk van Neuenstadt uitbreiden.
Frederik August stierf in augustus 1716 op 62-jarige leeftijd, aan de bacteriële infectieziekte shigellose. Hij werd bijgezet in de Martinkerk van Gochsheim. Omdat hij en zijn echtgenote geen overlevende mannelijke nakomelingen, werden zijn gebieden geërfd door zijn jongere broer Karel Rudolf.

## Nakomelingen
Frederik August en zijn echtgenote kregen veertien kinderen, van wie slechts drie dochters hun eerste geboortejaar overleefden:
- Frederik Casimir (1680)
- Lodewijk Frederik (1681)
- een doodgeboren dochter (1683)
- Frederik Samuel (1684)
- een doodgeboren dochter (1685)
- August Frederik (1687)
- Karel (1688-1689)
- Adam (1690)
- Augusta Sophia (1691-1743), huwde in 1709 met graaf Frederik Everhard van Hohenlohe-Kirchberg
- Eleonora Wilhelmina Charlotte (1694-1751)
- een doodgeboren dochter (1695)
- een doodgeboren zoon (1697)
- Frederika (1699-1781)
- Frederik (1701)

Om de doodsoorzaak van zijn gestorven kinderen te achterhalen, liet de hertog autopsies uitvoeren, zonder succes. Tegenwoordig neemt men aan dat onhygiënische toestanden, bedorven melk of foute handelingen bij de geboortehulp aan de oorzaak van hun overlijden lagen.